# 1781 Van Biesbroeck
Van Biesbroeck (asteroide 1781) é um asteroide da cintura principal, a 2,1363053 UA. Possui uma excentricidade de 0,1079076 e um período orbital de 1 353,54 dias (3,71 anos).
Van Biesbroeck tem uma velocidade orbital média de 19,24713141 km/s e uma inclinação de 6,94672º.
Este asteroide foi descoberto em 17 de Outubro de 1906 por August Kopff.
O seu nome é uma homenagem ao astrônomo belga-americano George Van Biesbroeck.